# Конде-ан-Норманди (кантон)
Конде-ан-Норманди (фр. Condé-en-Normandie) (до 24 февраля 2021 года назывался Конде-сюр-Нуаро, фр. Condé-sur-Noireau) — кантон во Франции, находится в регионе Нормандия, департамент Кальвадос. Входит в состав округа Вир.

## История
До 2015 года в состав кантона входили коммуны: Конде-сюр-Нуаро, Ла-Шапель-Энжербольд, Ласси, Лено, Периньи, Понтекулан, Прусси, Сен-Жермен-дю-Криу, Сен-Жан-ле-Блан, Сен-Пьер-ла-Вьей и Сен-Вигор-де-Мезре.
В результате реформы 2015 года состав кантона был изменен. В него был полностью включены упраздненные кантоны Васси и Ле-Бени-Бокаж и отдельные коммуны кантона Тюри-Аркур.
С 1 января 2016 года состав кантона существенно изменился в связи с образованием т. н. «новых» коммун: двадцать бывших коммун кантона Ле-Бени-Бокаж объединились в новую коммуну Сулёвр-ан-Бокаж; а четырнадцать бывших коммун кантона Васси — в новую коммуну Вальдальер.
С 1 января 2017 года состав кантона снова изменился: коммуны Ласси, Сен-Жан-ле-Блан и Сен-Вигор-де-Мезре объединились в новую коммуну Терр-де-Дрюанс; коммуны Конде-сюр-Нуаро, Ла-Шапель-Энжербольд, Лено, Прусси, Сен-Жермен-дю-Криу и Сен-Пьер-ла-Вьей — в новую коммуну Конде-ан-Норманди, ставшую центром кантона.
24 февраля 2021 года указом № 2021-213 кантон переименован в Конде-ан-Норманди. .

## Состав кантона с 1 января 2017 года
В состав кантона входят коммуны (население по данным Национального института статистики за 2018 г.):
- Вальдальер (5 853 чел.)
- Конде-ан-Норманди (6 524 чел.)
- Ла-Виллет (232 чел.)
- Ле-Мон-д’Оне (331 чел., ассоциированная коммуна Ле-Плесси-Гримуль)
- Периньи (58 чел.)
- Понтекулан (76 чел.)
- Сен-Дени-де-Мере (806 чел.)
- Сулёвр-ан-Бокаж (8 899 чел.)
- Терр-де-Дрюанс (929 чел.)

## Политика
На президентских выборах 2022 г. жители кантона отдали в 1-м туре Марин Ле Пен 32,6 % голосов против 27,9 % у Эмманюэля Макрона и 15,6 % у Жана-Люка Меланшона; во 2-м туре в кантоне победила Ле Пен, получившая 50,5 % голосов. (2017 год. 1 тур: Марин Ле Пен – 27,1 %, Эмманюэль Макрон – 19,9 %, Франсуа Фийон – 19,7 %,  Жан-Люк Меланшон – 16,0 %; 2 тур: Макрон – 56,8 %. 2012 год. 1 тур: Николя Саркози — 26,4 %, Франсуа Олланд — 25,9 %, Марин Ле Пен — 21,2 %; 2 тур: Олланд — 50,9 %).
С 2015 года кантон в Совете департамента Кальвадос представляют мэр коммуны Конде-ан-Норманди Валери Декен (Valérie Desquesne) и вице-мэр коммуны Сулёвр-ан-Бокаж Режи Деликер (Régis Deliquaire) (оба — Разные правые).
|                | Кандидаты                        | Партия                   | Первый тур | Первый тур     | Второй тур | Второй тур |
| Кол-во голосов | Кандидаты                        | Партия                   | % голосов  | Кол-во голосов | % голосов  |            |
| -------------- | -------------------------------- | ------------------------ | ---------- | -------------- | ---------- | ---------- |
|                | Валери Декен Режи Деликер        | Разные правые            | 2 042      | 40,86          | 2 905      | 62,23      |
|                | Фредерик Броньяр Фредерика Клото | Прочие                   | 1 184      | 23,69          | 1 763      | 37,77      |
|                | Клод Контастен Фабьен Ларрутюр   | Национальное объединение | 939        | 18,79          |            |            |
|                | Колен Делотр Селин Фалло Деаль   | Разные левые             | 832        | 16,65          |            |            |

|                | Кандидаты                  | Партия             | Первый тур | Первый тур     | Второй тур | Второй тур |
| Кол-во голосов | Кандидаты                  | Партия             | % голосов  | Кол-во голосов | % голосов  |            |
| -------------- | -------------------------- | ------------------ | ---------- | -------------- | ---------- | ---------- |
|                | Валери Декен Мишель Рока   | Разные правые      | 3 200      | 38,61          | 3 607      | 40,24      |
|                | Дидье Дюшмен Лиди Шофре    | Разные левые       | 2 567      | 30,97          | 2 834      | 31,62      |
|                | Сирил Малакен Армони Тирар | Национальный фронт | 2 522      | 30,43          | 2 522      | 28,14      |